# Iconostigma morosa
Iconostigma morosa är en fjärilsart som beskrevs av Kevin R. Tuck 1981. Iconostigma morosa ingår i släktet Iconostigma och familjen vecklare. Inga underarter finns listade i Catalogue of Life.